# Nové Zámky
Nové Zámky er en by i det sydvestlige Slovakiet, med et indbyggertal (pr. 2006) på ca. 41.000. Byen ligger i regionen Nitra, ca. 100 kilometer fra landets hovedstad Bratislava.
47°59′N 18°09′Ø / 47.983°N 18.150°Ø
- Wikimedia Commons har flere filer relateret til Nové Zámky